# Matthias Gretz
Matthias Gretz (* um 1480 in Haunstetten; † 1543 in München; auch Mathias Kretz) war ein deutscher katholischer Theologe, Philosoph und Dichter.

## Leben
Gretz erlernte früh die hebräische als auch die griechische Sprache. Er studierte Theologie in Wien und Tübingen von 1504 bis 1512. In Polling unterrichtete Mathias Gretz die schönen Wissenschaften von 1513 bis 1516 und im Jahr 1518 wurde er Bachelor sowie Magister der Theologie. An der Universität Ingolstadt, an der er nach der Tätigkeit in Polling studiert hatte, wurde er Lehrer für Philosophie; dort erlangte er auch den Doktortitel der Philosophie. Im Jahr 1519 wurde Gretz als Prediger nach Augsburg berufen, danach übernahm er eine solche Stelle in München. Dort wurde er 1533 zum Dekan ernannt und starb im Jahre 1543. Gretz war ein Mitglied der Gesellschaft von Gelehrten. Auf den Augsburger Reichstag 1530 wurde Gretz durch den Herzog Wilhelm IV. berufen.

## Werke
- Ain sermon, inhaltend etlich sprüch der schrifft von dem fegfewr (Augsburg 1524)
- Ain sermon von der peicht, ob sie Gott gebotten hab (Augsburg 1524)
- Von der Mesz unnd wer der recht priester sey, der Meß habe (Augsburg 1524)
- Brevis et plana sacratissimae missae elucidatio (Augsburg 1535)
- Ein sermon von dem Turckenzug (Landshut 1533)